# TD-SCDMA
TD-SCDMA es el acrónimo en inglés de Time Division Synchronous Code Division Multiple Access, que significa Acceso múltiple por división de código síncrono de división de tiempo, también conocida como UTRA/UMTS-TDD 1.28 MHz Low Chip Rate es una interfaz de aire que se encuentra en las redes de comunicación UMTS de China como alternativa a las redes W-CDMA. Junto con TD-CDMA, es también conocida como UMTS-TDD or IMT 2000 Time-Division (IMT-TD).
El término "TD-SCDMA" es engañoso. Aunque sugiere que cubre solamente un método de acceso de canal basado en CDMA, realmente es el nombre común de la especificación completa de la interfaz de aire.

## Objetivos
TD- SCDMA fue desarrollado en la República Popular de China por la Academia China de Tecnología de Telecomunicaciones (CATT, por sus siglas en inglés), Datang Telecom y Siemens en un intento de evitar la dependencia de la tecnología occidental. Esto es probable, principalmente por razones prácticas, ya que otros formatos 3G requieren el pago de derechos de patente a un gran número de titulares de patentes occidentales.
Los proponentes de la tecnología TD-SCDMA también afirman que es más adecuado para las zonas densamente pobladas. Además, se supone que cubre todos los escenarios de uso, mientras que W-CDMA se ha optimizado para el tráfico simétrico y macro celdas, ya que TD-CDMA se utiliza mejor en  escenarios de baja movilidad dentro de las micro o pico celdas.
TD-SCDMA se basa en la tecnología de espectro ensanchado que hace poco probable que una empresa fabricante sea capaz de escapar por completo del pago de derechos de licencia a los titulares de patentes occidentales. La puesta en marcha de una red TD-SCDMA china se proyectó inicialmente para el año 2005 pero solo alcanzó los ensayos comerciales a gran escala con 60.000 usuarios a través de ocho ciudades de esa nación en el año 2008. El 7 de enero de 2009, el ente regulador de telecomunicaciones de China le otorgó una licencia de TD-SCDMA 3G a China Mobile.
Aunque esta tecnología es principalmente un sistema solo para China, bien puede ser exportado a los países en desarrollo.

## Novedades técnicas
TD-SCDMA utiliza TDD, en contraste con el esquema FDD utilizado por el sistema W-CDMA. Mediante el ajuste dinámico del número de intervalos de tiempo utilizados en los enlaces de subida y bajada, el sistema puede alojar más fácilmente el tráfico asimétrico con diferentes requisitos de velocidad de datos en ambos enlaces que los esquemas FDD. Ya que no se requiere espectro apareado para ambos enlaces, también se aumenta la flexibilidad de asignación de espectro. El uso de idéntica frecuencia portadora para los dos enlaces, también significa que la condición del canal es igual en ambas direcciones, y la estación base puede deducir la información de canal de enlace de bajada a partir de estimaciones de canal de enlace de subida, lo cual es útil para la aplicación de las técnicas de conformación de haces.
El sistema TD-SCDMA también utiliza TDMA además de la CDMA usada en WCDMA. Esto reduce el número de usuarios en cada intervalo de tiempo, lo que reduce a su vez la complejidad de la implementación de la detección multiusuario y esquemas de formación de haces, pero la transmisión no continuo también reduce la cobertura (debido a la potencia de pico más alto necesaria), movilidad (debido a la menor frecuencia de control de potencia) y complica los algoritmos de gestión de recursos de radio.
Como TD-SCDMA es una tecnología sincrónica, las señales de enlace de subida se sincronizan en el receptor de la estación base, lo cual se logra mediante ajustes continuos de temporización. Esto reduce la interferencia entre los usuarios asignados a idéntico intervalo de tiempo que utilizan diferentes códigos mediante la mejora de la ortogonalidad entre los códigos, por lo tanto, incrementa la capacidad del sistema, a costa de alguna complejidad del hardware en el logro de la sincronización de enlace de subida.